# Sebastjan Podbregar
Sebastjan Podbregar (* in Celje) ist ein in Deutschland lebender slowenischer Sänger in der Stimmlage Tenor.

## Leben und künstlerisches Wirken
Podbregar studierte an der Musikakademie Zagreb (Kroatien) und an der Musikakademie Ljubljana (Slowenien). Im Juli 2012 schloss er Master-Gesang bei der Dunja Vejzović an der Staatlichen Hochschule für Musik und Darstellende Kunst Stuttgart ab. Derzeit studiert er Liedinterpretation bei Cornelis Witthoefft und Natalie Karl.
Er sang bereits während des Studiums auf der Opernbühne. Er übernahm in dieser Zeit vierzehn verschiedene Opern- und Operetten-Rollen, darunter auch einige zeitgenössische Stücke wie Žaliks „Eingebildete Realität“. Im Jahr 2009 wirkte er in der Aufführung der – zum damaligen Zeitpunkt erst zum zweiten Mal inszenierten – slowenischen romantischen Oper Poslednja Straža (Die letzte Wache, Risto Savin) in der Hauptrolle mit. In Italien sang er die Rollen des Rinuccio in Puccinis Gianni Schicchi, Basilio in Mozarts Le nozze di Figaro, Tassilo in Kálmáns Gräfin Mariza und Gustl von Laudegg in Stolz’ Frühjahrsparade. Podbregar sang die Rolle des Zvonko in der slowenischen Operette Melodije srca und Richard in Jessels Schwarzwaldmädel.
Von 2009 bis 2011 wurde Sebastjan Podbregar als Gastsänger am Slowenischen Nationaltheater Opernhaus engagiert, wo er die Rollen des Edoardo (Rossinis La cambiale di matrimonio) und Philipps (Mozarts Der Schauspieldirektor) übernahm.
Podbregar konzertiert regelmäßig mit verschiedenen Orchestern, unter anderem mit dem Orchester der Oper Rijeka, dem Orchester der Slowenischen Philharmonie, dem Osloer Barock-Orchester oder den Süddeutschen Kammersolisten. 
Beim Europa Cantat Festival in Barcelona sang Sebastjan Vespro della beata vergine von Monteverdi, zusammen mit dem Katalanischen Barock-Orchester.
Er beteiligte sich am „Slowenischen Staatswettbewerb für junge Musiker“ und wurde mit der Goldmedaille ausgezeichnet. Im Februar 2014 gewann Podbregar den 3. Preis beim internationalen Liedduo-Wettbewerb „Pianovoce“ in Moskau. Zudem war er von 2009 bis 2012 der Präsident des slowenischen Kammertheaters (Slovensko komorno glasbeno gledališče).

## Auszeichnungen
- TEMSIG, Slowenische Staatswettbewerb für junge Musiker, Goldene Plakette, 2. Preis
- Internationales Lied-Duo Wettbewerb „Pianovoce“ in Moskau, 3. Preis, Pianistin: Anna Prystromska